# Salão de beleza

Um salão de beleza

Um salão de beleza é um estabelecimento comercial, frequentado em sua maioria por mulheres (embora salões unissex sejam muito comuns) e cuja especialidade é lidar com tratamentos que aprimorem a aparência das pessoas.
Outras variações deste tipo de negócio incluem cabeleireiros e spas.
No que diz respeito a salões de beleza com foco masculino, temos as barbearias. Atualmente, barbearias têm se tornado ambientes descontraídos, com bebidas, mesas de sinuca e jogos, muitas vezes gerenciadas por profissionais jovens.
Durante os séculos XIX e XX, a atividade dos salões de beleza concentrou-se principalmente nas mulheres, que estavam sujeitas à pressão social sobre sua beleza física, indiscutivelmente ampliada pelo desenvolvimento da fotografia e do cinema, tornando-se assim consumidoras de conselhos e serviços. A abertura desses salões de beleza para os homens permanece tímida, embora algumas iniciativas possam ser identificadas. Mas, acima de tudo, durante os séculos XX e XXI, aos dois pilares de disseminação dos conselhos, que eram representados por esses salões de beleza e pelas revistas femininas, agora se soma a internet, com vídeos detalhados sobre o uso e os resultados obtidos com este ou aquele produto, o compartilhamento através das redes sociais (YouTube, Instagram etc.), o desejo de fazer tudo por conta própria, assim como o desenvolvimento do papel dos influenciadores, que podem parecer mais próximos do que os consultores profissionais. Esses especialistas temiam que o período da pandemia e as medidas de contenção no início dos anos 2020 acelerassem ainda mais a transição dos salões físicos para a internet. No entanto, parece que os consumidores buscam comunicação, mas também que a visita aos salões de beleza é mais uma oportunidade de descobrir algo novo, ao contrário do mecanismo da “bolha de afinidade” que surge por causa dos algoritmos das redes sociais.
Os salões de beleza também tentam reter seus clientes oferecendo serviços mais completos, por exemplo, combinando serviços cosméticos com massagem, práticas esportivas leves ou aulas de ioga. Os salões modernos oferecem serviços em um nível mais alto, utilizando não apenas produtos profissionais de melhor qualidade, mas também produtos de software modernos, como sistemas integrados de gestão de salões: simples, online, destinados a freelancers e pequenos negócios.

## Risco de doenças infecciosas em salões de beleza
As pessoas que trabalham nos salões de beleza incluem cabeleireiros, profissionais de manicure, cosmetologistas e outros trabalhadores licenciados da área cosmética. Aqueles que trabalham nos salões estão sujeitos ao risco de contrair doenças infecciosas. As causas disso são o contato físico direto entre o trabalhador e o cliente, bem como a quantidade e o uso de ferramentas que podem causar danos à pele, aumentando a exposição a patógenos infecciosos, como bactérias, vírus e fungos. Estudos mostraram que os salões de beleza são frequentemente locais propícios para infecções, tais como infecções resistentes a antibióticos por Staphylococcus aureus resistente à meticilina (MRSA) e infecções fúngicas, que podem se espalhar facilmente por cortes ou arranhões ocorridos durante procedimentos cosméticos. Além disso, doenças infecciosas como HIV, hepatites B e C, herpes, infecções fúngicas crônicas, piolhos, assim como infecções oculares e cutâneas, foram associadas aos salões de beleza.